# Spider-Man Unlimited
Spider-Man Unlimited is een animatieserie, gebaseerd op Spider-Man, de superheld van Marvel Comics. De serie kwam in 1999 uit en was bedoeld als spin-off van de televisie-serie Spider-Man uit 1994. Hoewel de serie in het begin goed liep, werd hij al snel door Pokémon en Digimon Adventure overschaduwd, en al na een paar afleveringen gestopt. Fox ging later verder met de serie, maar zond slechts een seizoen van 13 afleveringen uit. De serie eindigde met een cliffhanger voor een eventueel tweede seizoen, maar dat is nooit gemaakt.

## Verhaal
Terwijl hij als journalist verslag doet van het vertrek van astronaut John Jameson’s solomissie naar een alternatieve realiteit, ontdekt Spider-Man dat zijn symbioot vijanden Venom en Carnage met de spaceshuttle mee glippen. Hij slaagt er niet in ze tegen te houden, maar krijgt door zijn poging wel de schuld van het verlies van contact met de spaceshuttle. Op het moment dat iedereen denkt dat hij is omgekomen, wanneer hij iemand heeft geprobeerd uit een brand te redden, steelt Spider-Man een tweede spaceshuttle en reist John Jamesson achterna. Hij belandt in de alternatieve wereld Counter-Earth, tegen aarde. Hij ontdekt al snel dat er op deze planeet uitschot woont, en vreemde hybriden van mensen en dieren, Beastials, er de macht hebben. Jameson leeft nog en is lid van een verzetsgroep geworden, die tegen de schepper van de Beastials vecht, de High Evolutionary.
Omdat Jameson niet wil terugkeren naar de Aarde voordat de High Evolutionary is verslagen, blijft Spider-Man ook op Counter-Earth. Hij vindt tegen betaling onderdak bij dokter Naoko Yamada-Jones en haar zoon Shayne, en gaat voor de Counter-Earth Daily Buggle werken om aan geld te komen. Als Spider-Man vecht hij tegen verschillende van zijn oude vijanden, nu als  Beastial, en ook tegen Venom en Carnage, die ook op Counter-Earth zijn. Hij krijgt een onverwachte bondgenoot: de Green Goblin van de Counter-Earth, die hier blijkbaar een superheld is.
Spider-Man draagt in de serie een nieuw kostuum, dat hij kan met een speciaal horloge oproepen, en dat naast webschieters ook angels, camouflage en een ingebouwd geluidswapen bevat. Hij ontmoet er onder andere de High Evolutionary van de Counter-Earth, Vulture, net als de Green Goblin van de Counter-Earth een superheld in plaats van een schurk, Electro en Kraven the Hunter.

## Afleveringen
1. Worlds Apart (1)
2. Worlds Apart (2)
3. Where Evil Nests
4. Deadly Choices
5. Steel Cold Heart
6. Enter the Hunter!
7. Cry Vulture
8. Ill Met by Moonlight
9. Sunstenance
10. Matters of the Heart
11. One Is the Loneliest Number
12. The Sins of Our Fathers
13. Destiny Unleashed

## Stripserie
Marvel bracht tegelijk met de animatieserie ook een stripserie uit, die op de animatieserie aansloot. Dit was in totaal de tweede Spider-Man Unlimited serie, maar het was de eerste, die op de animatieserie was gebaseerd. De stripserie was geen succes en bestond maar uit vijf delen. De eerste twee delen vertelden de eerste drie afleveringen van de animatieserie opnieuw. De laatste drie delen bevatten unieke verhalen.
In deel drie krijgt Peter de opdracht om de Reed Richards van de Counter-Earth versie van te volgen. Er wordt vermoed dat Reed meer van een mysterieus wezen weet, dat de Brute wordt genoemd. Peter ontdekt al snel dat de Brute en Reed Richards een en dezelfde zijn en dat als Brute Reed de rebellen helpt in hun gevecht tegen de Beastials. Reed vertelt Peter dat tijdens het uittesten van een ruimteschip, hij en Human Torch (Johnney Storm), het Ding (Ben Grimm) en de Invisible Woman (Susan Storm) aan kosmische straling blootgesteld zijn geweest, maar de straling had een ander effect op hun dan op de Fantastic Four van de Aarde. Reed werd de Brute, op Ben had het geen effect, Johnney ging er door dood en Susan raakte in een coma.
Spider-Man ontdekt in deel vier een geheime plaats Haven, waar mensen en Beastials in vrede samen leven. Hij ontmoet hier ook de  Gwen Stacy van Counter-Earth.
Hij ontmoet in deel vijf de Wolverine, die hier een Beastial is. De twee werken, na eerst met elkaar te hebben gevochten, samen om de Counter-Earth Chameleon, ook een Beastial, te verslaan. Er zijn hints in deze strip dat de Counter-Earth Wolverine in werkelijkheid Dr. Naoko’s verloren echtgenoot is. Hetzelfde wordt in de animatieserie gesuggereerd over de Counter-Earth Green Goblin.

## Stemacteurs
- Rino Romano als  Peter Parker, alias Spider-Man en The Goblin
- Brian Drummond als Venom, Eddie Brock
- Michael Donovan als Carnage
- John Payne II als John Jameson
- Akiko Morison als Dr. Naoko Jones
- Rhys Huber als Shayne Jones
- Christopher Gaze als Daniel Bromley
- Jennifer Hale als Mary Jane, Lady Vermin
- Kimberly Hawthorne als Karen O'Malley
- Tasha Simms als Lady Ursula
- David Sobolov als Lord Tyger
- Ron Halder als Sir Ram
- Mark Gibbon als Nick Fury
- Richard Newman als J. Jonah Jameson, High Evolutionary

## Trivia
- De serie eindigde met een cliffhanger omdat er meer seizoenen stonden gepland. De scripts voor het tweede seizoen waren van zes  afleveringen al geschreven.
- Het karakter Mr. Meugniot is naar de schrijver van de serie genoemd, Will Meugniot.

## Websites
- (en)  Spider-Man Unlimited, 11 november 2017. Titles & Air Dates Guide
- (en)  Spider-Man Unlimited.
- (en)  Spider-Man, 2 december 2006. gearchiveerd, Show Description
- (en)  Spider-Man Unlimited Series Description. trailer